# Tamás Molnár
Pour les articles homonymes, voir Molnár.
Dans le nom hongrois Molnár Tamás, le nom de famille précède le prénom, mais cet article utilise l’ordre habituel en français Tamás Molnár, où le prénom précède le nom.
Tamás Molnár (né le 2 août 1975 à Szeged) est un joueur de water-polo hongrois. 

## Biographie
Tamás Molnár remporte à trois reprises le titre olympique au sein de l'équipe de Hongrie, en 2000, 2004 et 2008.

### Palmarès
- Jeux olympiques d'été de 2000 à Sydney
  -  Médaille d'or.
- Jeux olympiques d'été de 2004 à Athènes
  -  Médaille d'or.
- Jeux olympiques d'été de 2008 à Pékin
  -  Médaille d'or.